# Camilla Ghini
Camilla Ghini (Roma, 22 de marzo de 1994) es una presentadora de televisión, conductora radiofónica y modelo italiana.

## Biografía
Nacida en 1994 en Roma de su madre Federica Lorrai y su padre Massimo Ghini (actor y director de teatro), Camilla tiene un hermano gemelo, Lorenzo, un medio hermano, Leonardo, y una media hermana, Margherita, ambos nacidos del matrimonio de su padre con la ex diseñadora de vestuario Paola Romano. Después de la escuela primaria, decidió inscribirse en la escuela secundaria clásica de su ciudad natal.

## Carrera
En 2008, a la edad de quince años, apareció en la miniserie de televisión Raccontami. Después de graduarse de la escuela secundaria, dejó Roma para mudarse a Milán, donde comenzó a asistir a sus primeras prácticas de comunicación y a trabajar para la productora 3zero2TV. En 2012, apareció en el cortometraje Poor Unfortunate Souls dirigido por Matteo Piccinini.
En septiembre de 2016, una vez de regreso a Roma, comenzó a dar sus primeros pasos en el mundo del espectáculo, uniéndose al elenco de colaboradores del programa judicial transmitido en Canale 5 Forum y en Rete 4 con Lo sportello di Forum.
Desde 2019 comenzó a trabajar como locutora de radio para estaciones de radio como RTL 102.5 y Radio Zeta. De 2019 a 2021 presentó el programa nocturno Nessun dorma en RTL 102.5, mientras que en 2020 presentó el programa La famiglia giù al nord en RTL 102.5. En septiembre del mismo año apareció en la película La mia banda suona il pop dirigida por Fausto Brizzi. En 2021 y 2022 condujo el programa Miseria e nobiltà en RTL 102.5, mientras que de 2021 a 2023 condujo AperiZeta en Radio Zeta.
En 2022 y 2023, junto a Paola Di Benedetto y Jody Cecchetto, presentó el evento musical Radio Zeta Future Hits Live, transmitido por Radio Zeta TV, RTL 102.5 TV, TV8 y Sky Uno. En 2023 apareció en la película Romantiche dirigida por Pilar Fogliati. En 2023 y 2024 condujo el programa Suite 102.5 en RTL 102.5. Desde 2024, tras dejar RTL 102.5 y Radio Zeta, comenzó a trabajar para Radio 105, donde a partir de mayo de 2024 comenzó a conducir el programa 105 Village los fines de semana.  Desde noviembre presenta en Radio 105 el programa 105 Take Away, junto a Daniele Battaglia y Diletta Leotta, quien ya había sustituido a esta última en septiembre. El 31 de diciembre, junto a Alan Palmieri, presentó el evento Insieme nel 2025, transmitido por Radionorba TV.

## Programas de televisión
| Año           | Título                      | Cadeña                                 | Role         |
| ------------- | --------------------------- | -------------------------------------- | ------------ |
| 2016-presente | Forum                       | Canale 5                               | Colaboradora |
| 2016-presente | Lo sportello di Forum       | Rete 4                                 | Colaboradora |
| 2022-2023     | Radio Zeta Future Hits Live | Radio Zeta TV RTL 102.5 TV TV8 Sky Uno | Coconductora |
| 2024-2025     | Insieme nel 2025            | Radionorba TV                          | Coconductora |

## Radio
| Año           | Título                  | Cadeña     | Role       |
| ------------- | ----------------------- | ---------- | ---------- |
| 2019-2021     | Nessun dorma            | RTL 102.5  | Conductora |
| 2020          | La famiglia giù al nord | RTL 102.5  | Conductora |
| 2021-2022     | Miseria e nobiltà       | RTL 102.5  | Conductora |
| 2021-2023     | AperiZeta               | Radio Zeta | Conductora |
| 2023-2024     | Suite 102.5             | RTL 102.5  | Conductora |
| 2024-presente | 105 Village             | Radio 105  | Conductora |
| 2024-presente | 105 Take Away           | Radio 105  | Conductora |

## Filmografía

### Actriz

#### Cine
| Año  | Título                    | Director       |
| ---- | ------------------------- | -------------- |
| 2020 | La mia banda suona il pop | Fausto Brizzi  |
| 2023 | Romantiche                | Pilar Fogliati |

#### Televisión
| Año  | Título     | Cadeña |
| ---- | ---------- | ------ |
| 2008 | Raccontami | Rai 1  |

#### Cortometrajes
| Año  | Título                 | Director         |
| ---- | ---------------------- | ---------------- |
| 2012 | Poor Unfortunate Souls | Matteo Piccinini |